# Aba (odjeća)
| Abaje od lakših (lijevo) i debljih materijala (desno) |  | Abaje od lakših (lijevo) i debljih materijala (desno) |
| Abaje od lakših (lijevo) i debljih materijala (desno) |  |                                                       |

Aba ili Abaja (arap. عباءة, abaija ili aba) je vrsta ogrtača koji se nosi u arapskom svijetu odnosno Arabiji, Levantu i Sjevernoj Africi. Seže od vrata odnosno ramena do gležnjeva i navlači se preko druge odjeće. Nema kapuljaču, no često se nosi u kombinaciji s raznim vrstama pokrivala za kosu (al-amira, šajla, kimar), a ponekad i nikabom koji prekriva donji dio lica. Aba je najčešće crne boje, iako postoje i varijante u drugim bojama. Izrađuju se od raznih materijala, tradicionalno od tkanine i svile, a u novije doba i od sintetičkih vlakana. Kod mlađih Arapkinja prevladavaju lakše i poluprozirne varijante, a abe od debljih tkanina kod starijih konzervativnijih žena. U arapskim zemljama Perzijskog zaljeva, abe su često dijelom javnog dres-koda i dobile su na popularnosti od 1970-ih godina. Najsličniji odjevni predmeti abi su također arapski džilbab – najčešće otvoren sprijeda s gumbima, te feredža – turski tamni ogrtač koji je nošen i na Balkanu. U okolici Sinja aba podrazumijeva konjski pokrivač od grubljeg i debljeg sukna, prostirku preko sedla ili podsedlicu koja seže konju do trbuha.

## Vanjske poveznice
- Lockerbie, John (2025.): Women’s dress, Catnaps: Society 3